# أدم ريفكين
أدم ريفكين (بالإنجليزية: Adam Rifkin) (و. 1966  م) هو مخرج أفلام، وكاتب سيناريو، ومنتج أفلام، وكاتب أمريكي، ولد في شيكاغو.

## وصلات خارجية
- أدم ريفكين على موقع IMDb (الإنجليزية)
- أدم ريفكين على موقع ميتاكريتيك (الإنجليزية)
- أدم ريفكين على موقع روتن توميتوز (الإنجليزية)
- أدم ريفكين على موقع ألو سيني (الفرنسية)
- أدم ريفكين على موقع أول موفي (الإنجليزية)
- أدم ريفكين على موقع بوكس أوفيس موجو (الإنجليزية)
- أدم ريفكين على موقع قاعدة بيانات الأفلام السويدية (السويدية)
- أدم ريفكين على موقع إن إن دي بي (الإنجليزية)
- أدم ريفكين على موقع قاعدة بيانات الفيلم (الإنجليزية)
- أدم ريفكين على موقع كينوبويسك (الروسية)